# Guadaíra
El Guadaíra es un río del sur de la península ibérica, afluente del Guadalquivir y perteneciente a la cuenca hidrográfica del mismo nombre. Fluye por las provincias españolas de Cádiz y Sevilla. Su nombre primitivo en lengua tartésica fue Ira, derivado probablemente del término IR cuyo significado es río en numerosas lenguas paleohispánicas. De aquí tomó su nombre una ciudad prerromana situada en la Mesa de Gandul (Alcalá de Guadaíra), llamada Irippo ('la ciudad del río').

## Geografía

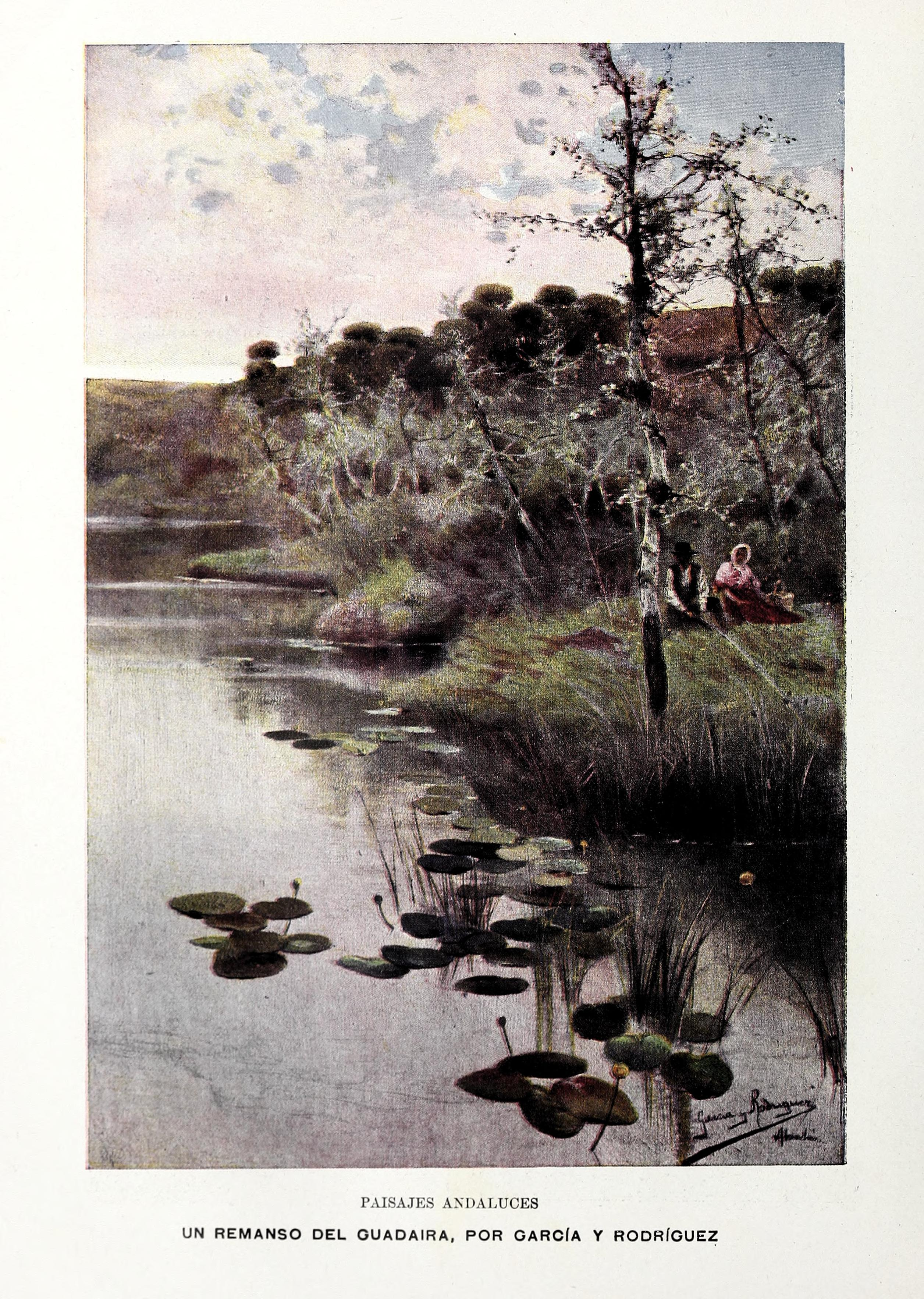
«Un remanso del Guadaira», de García y Rodríguez (Blanco y Negro, 12 de mayo de 1900)

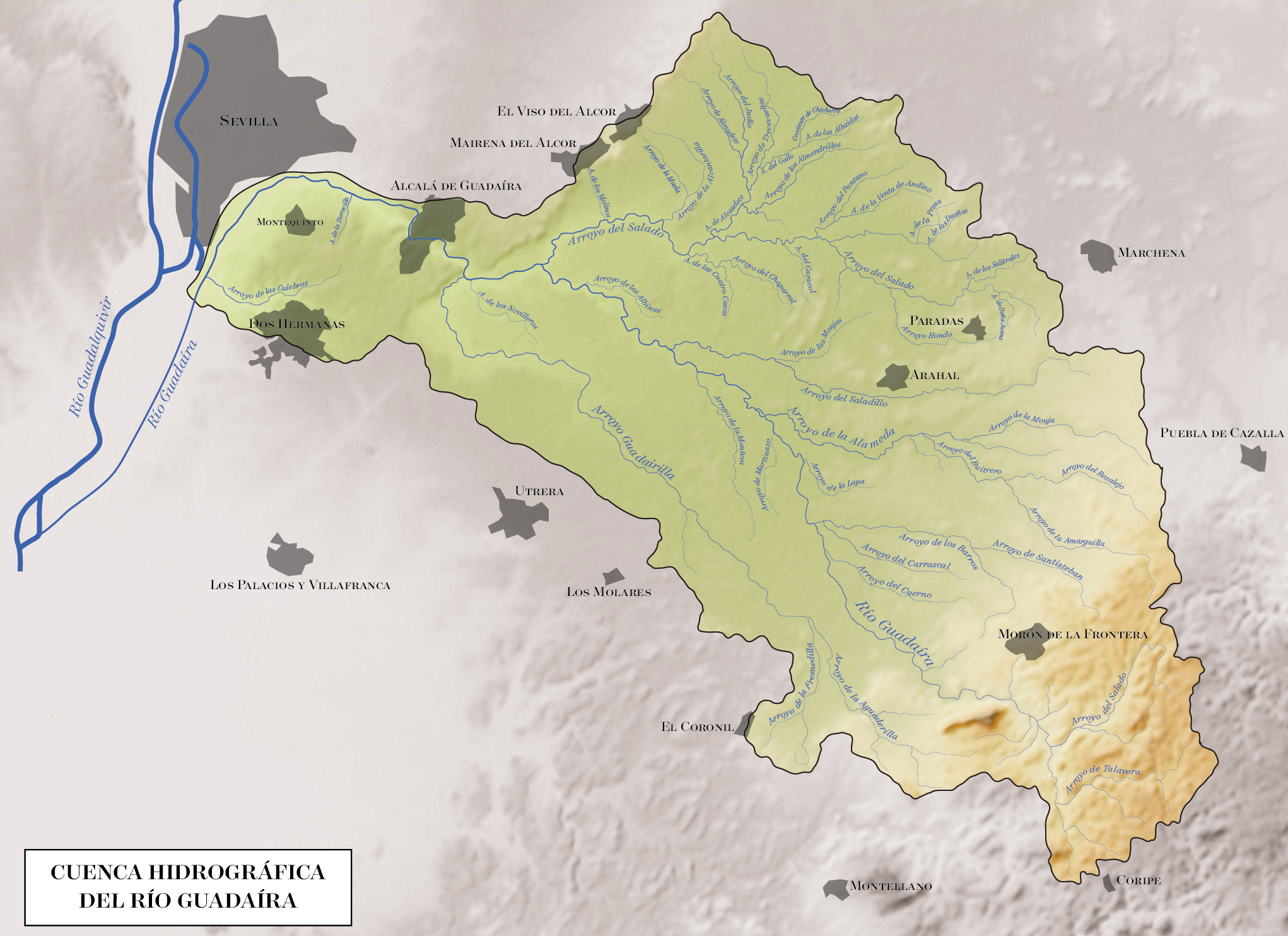
Cuenca hidrográfica del río Guadaíra.

Tiene su nacimiento en la provincia de Cádiz, en la sierra de Pozo Amargo, dentro del término municipal de Puerto Serrano, pero a los pocos kilómetros bordea ya la sierra de Esparteros (Morón de la Frontera), discurriendo casi la totalidad del río por la provincia de Sevilla, hasta desembocar en el río Guadalquivir, a unos veinte kilómetros al sur de la ciudad de Sevilla.
Su cuenca hidrográfica se extiende por los términos municipales de Morón de la Frontera, Marchena, Utrera, Paradas, Arahal, Mairena del Alcor, El Viso del Alcor, Alcalá de Guadaíra, Sevilla y otros. 
Sus afluentes principales son los ríos Guadairilla, Alameda, Salado y Saladillo, que conforman una red dendrítica subparalela poco ramificada. Junto al río Genil, es el rasgo hidrográfico de mayor fuerza en el paisaje de la campiña sevillana. Lo más característico de este río es la abundancia de molinos harineros o aceñas que jalonan su curso, abundancia que lo hace único en Andalucía.
Eran muchas las industrias aceituneras que se abastecían de él para la preparación del aceite de oliva y otros productos derivados del olivo, que durante muchos años provocó que la contaminación del río fuera muy importante, porque las empresas aceituneras no trataban correctamente sus aguas residuales para su devolución al río. Esas aguas residuales estaban compuestas por un químico nombrado alpechín. 
A su paso por la población de Alcalá de Guadaíra, en sus orillas, se erigen cerca de veinte molinos árabes que se utilizaban para la molienda del trigo.Y ese hecho facilitó la ubicación de numerosas panaderías que elaboraban un pan de la máxima calidad; llegando a conocerse el municipio como "Alcalá de los panaderos". Asimismo también existe un puente de estilo romano, remodelado en tiempos del rey Carlos III sobre el río a su paso por esta localidad. Este espacio ha sido declarado monumento natural Ribera del Guadaíra y cuenta con un patrimonio cultural y natural muy importante que se puede conocer gracias a su red de senderos y al Centro de Educación para el Turismo Sostenible, un museo para conocer los valores de la región.

## Contaminación
Desde enero de 2010 la contaminación del río Guadaíra ha dado un vuelco espectacular debido a la instalación de estaciones depuradoras en todos y cada uno de los municipios que vierten en la cuenca y de la construcción de grandes balsas de evaporación por parte de los empresarios del sector de la aceituna de mesa. 
El Guadaíra ha tenido fama de ser uno de los ríos más contaminados de España. En la actualidad ya no lo es, atendiendo a los valores registrados de los parámetros que miden la contaminación. Desde la entrada en funcionamiento de la última estación depuradora, en Morón de la Frontera, los valores registrados de oxígeno disuelto, carga orgánica y nutrientes se encuentran por debajo de los valores establecidos en la Directiva del Marco del Agua.
La singularidad del Guadaíra se manifiesta en los altos niveles de conductividad natural que incorpora el río debido a la composición de los suelos de cabecera de la cuenca.

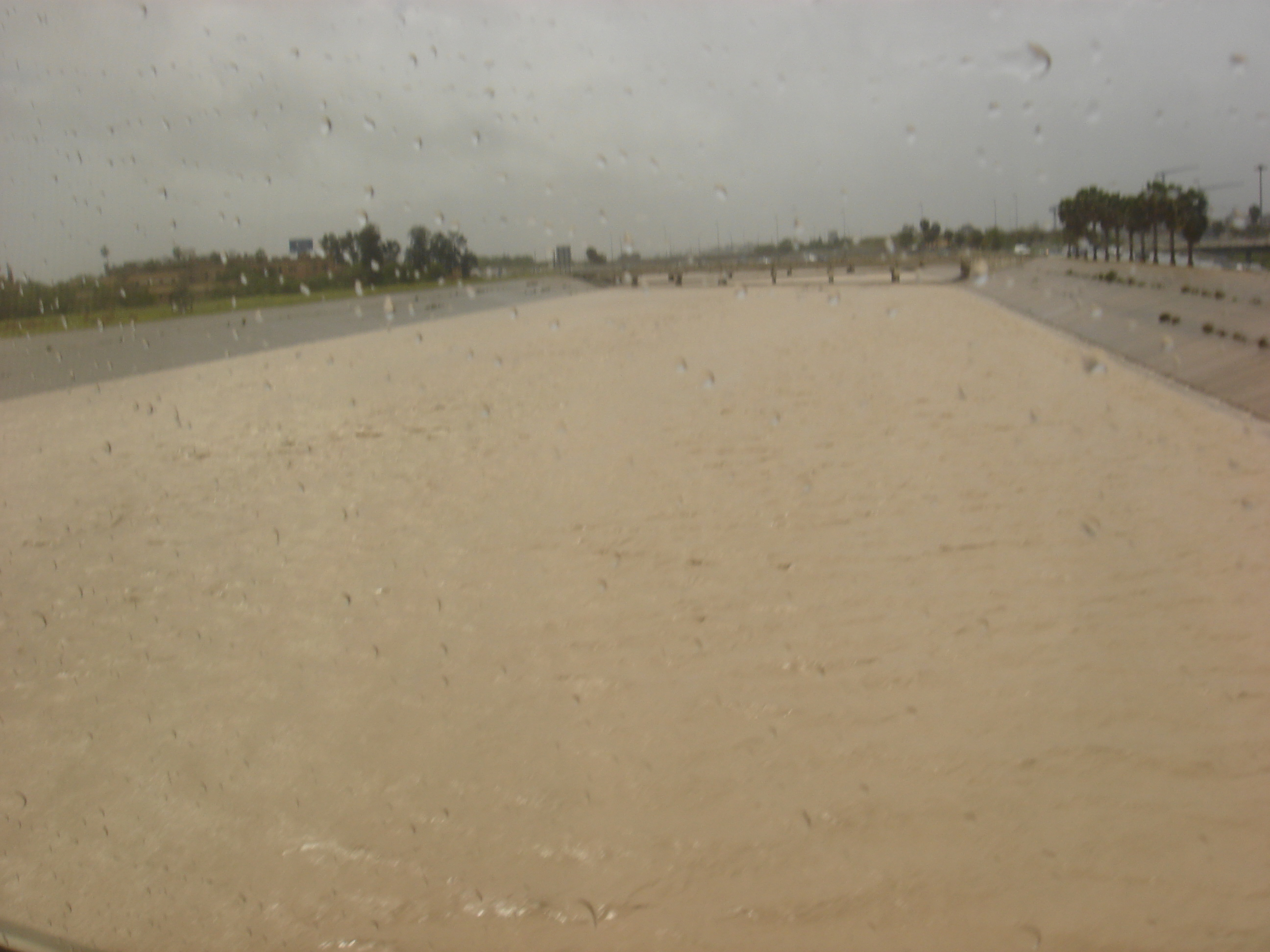
El Guadaíra a su paso por Sevilla en periodo de avenida (abril de 2008) (canalización artificial)
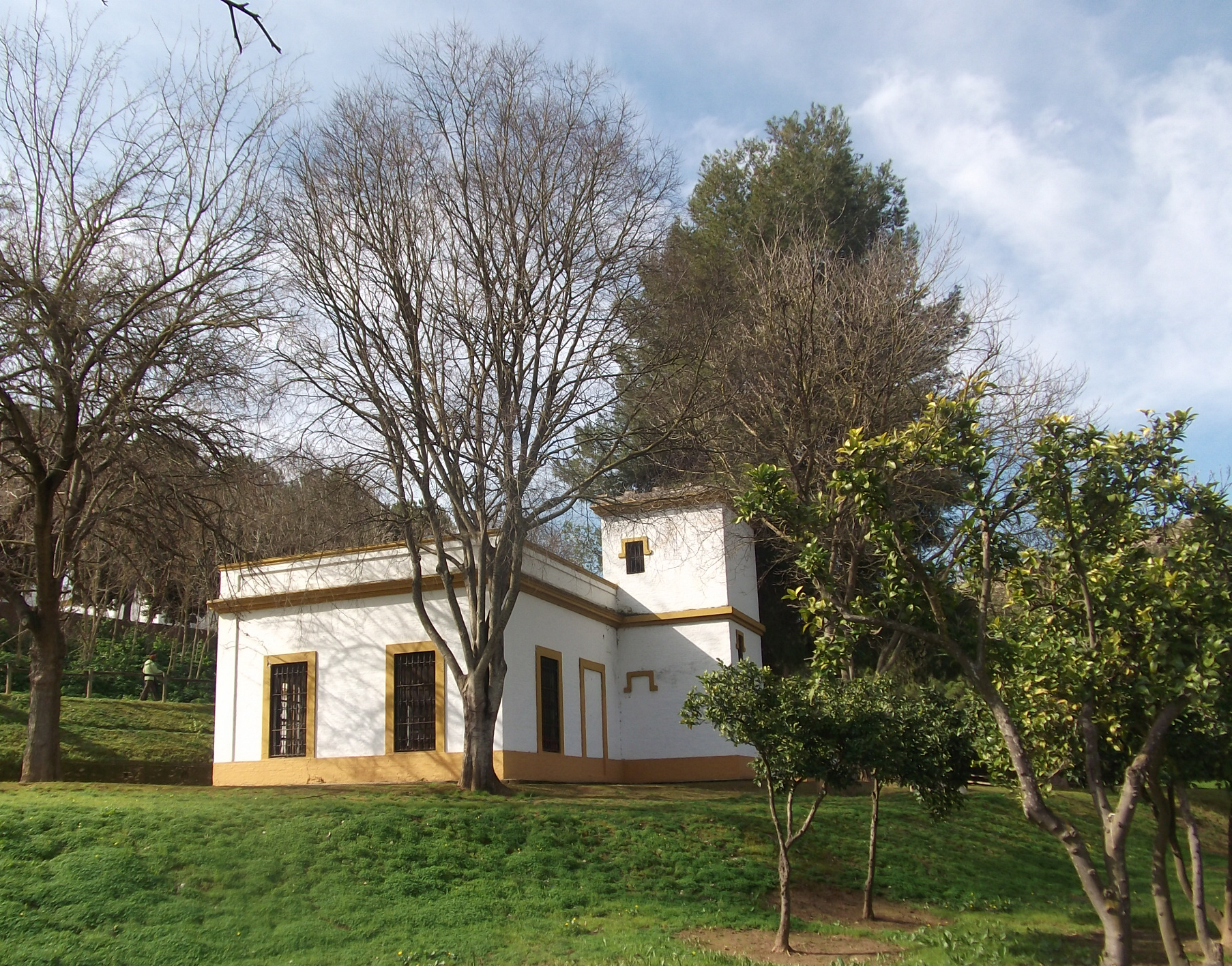
Antigua Casa de las Bombas Alcalá de Guadaíra
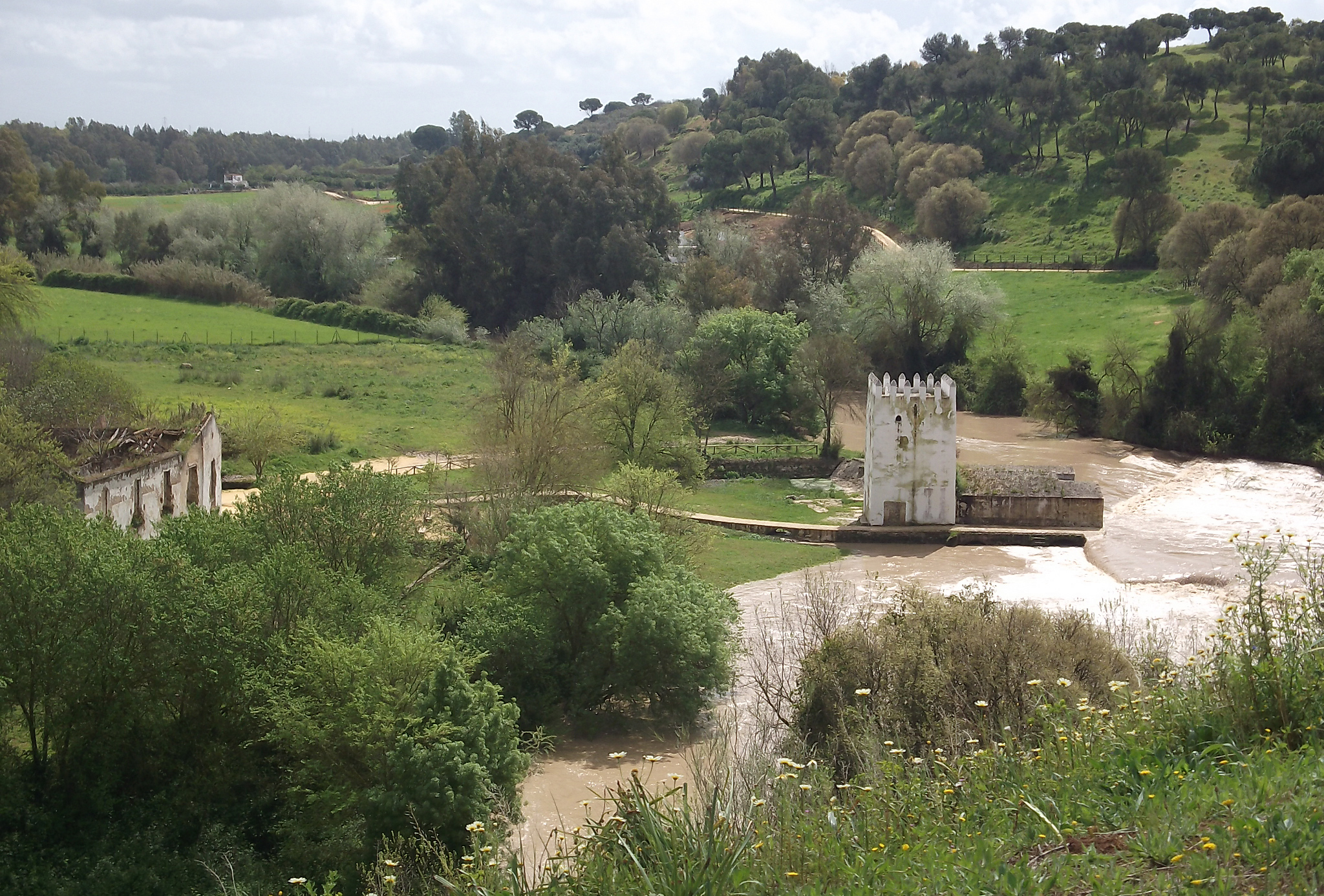
Vista del río desde un sendero en Alcalá
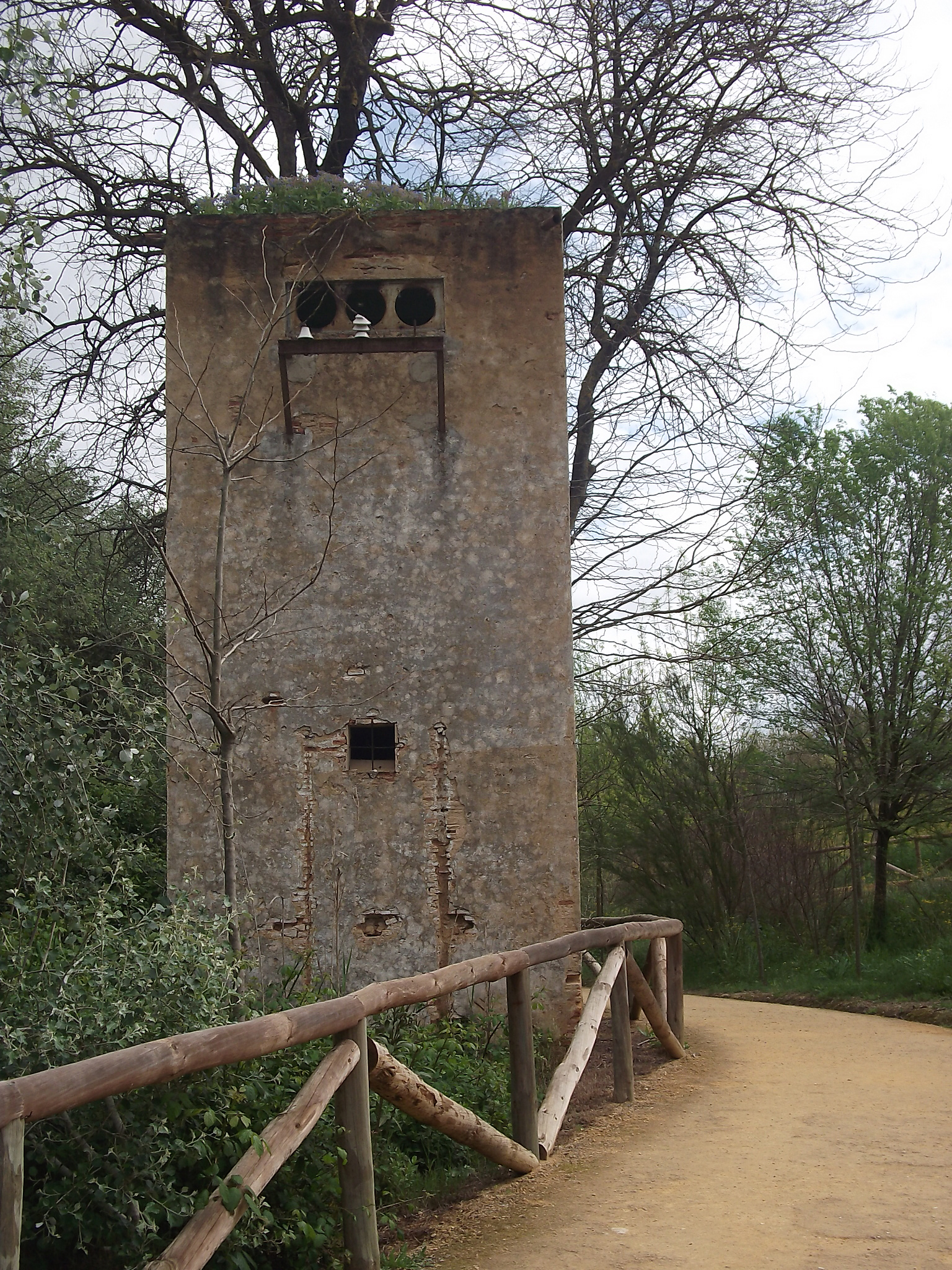
Vista del Guadaíra, muy cerca del CETS
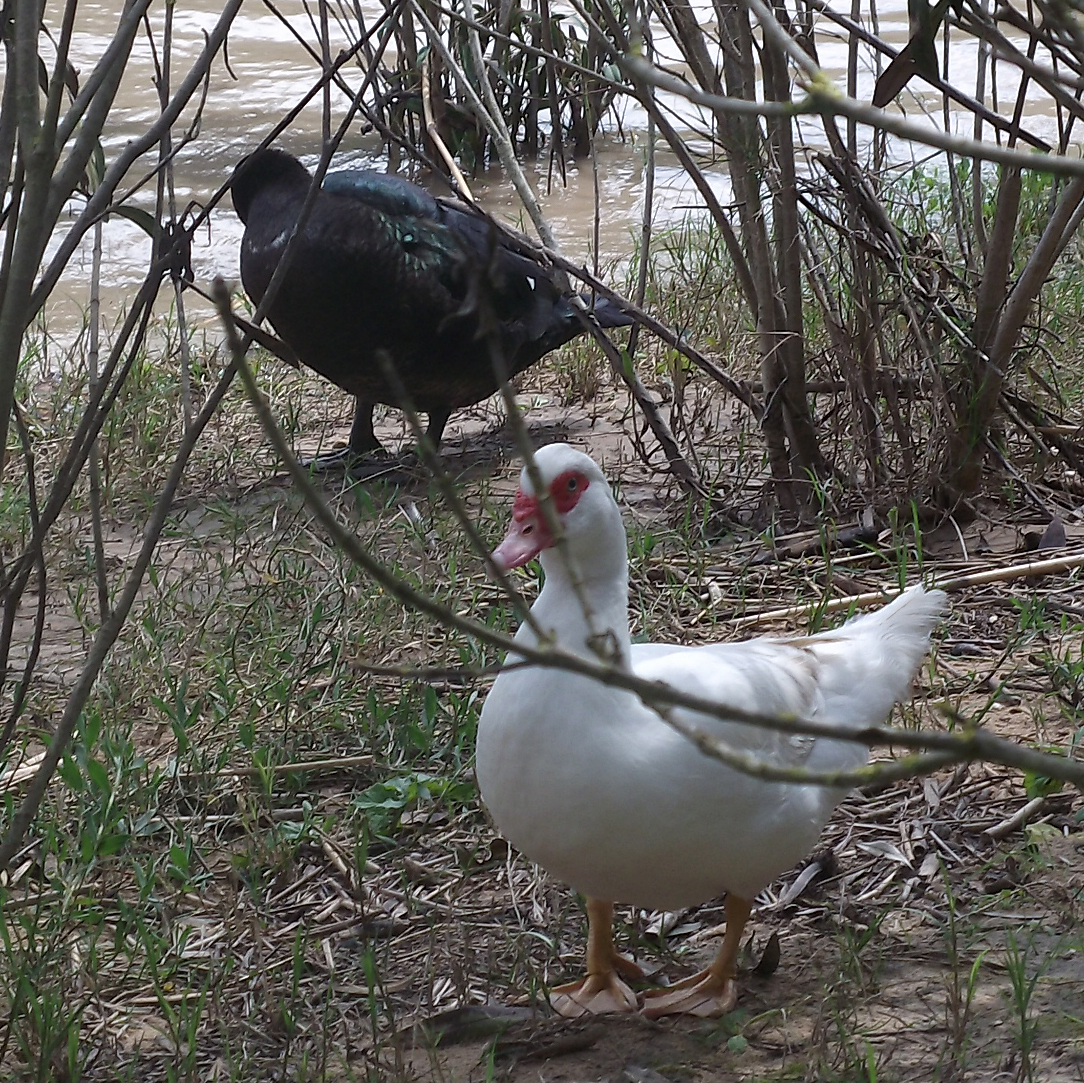
Avifauna del Guadaíra
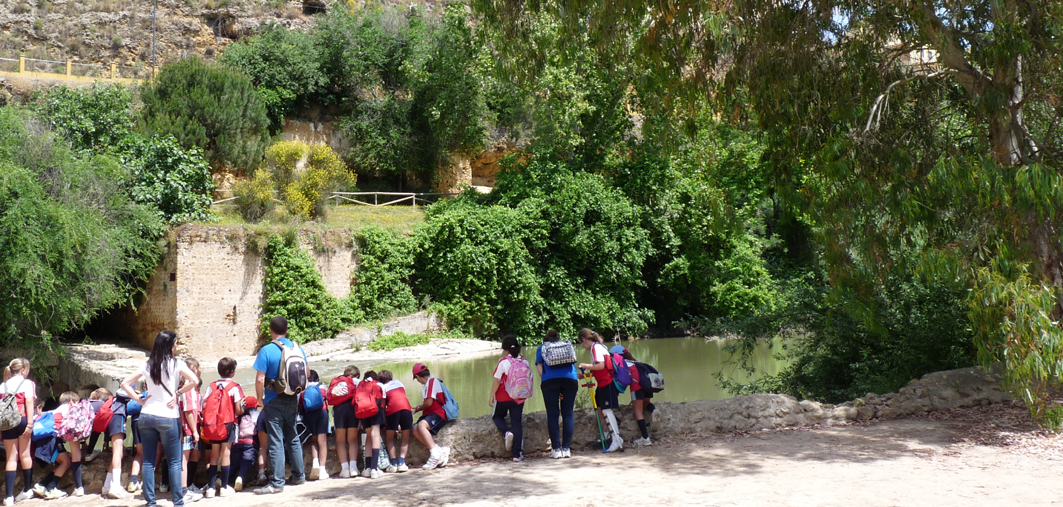
Molino de río a la altura de Alcalá de Guadaíra
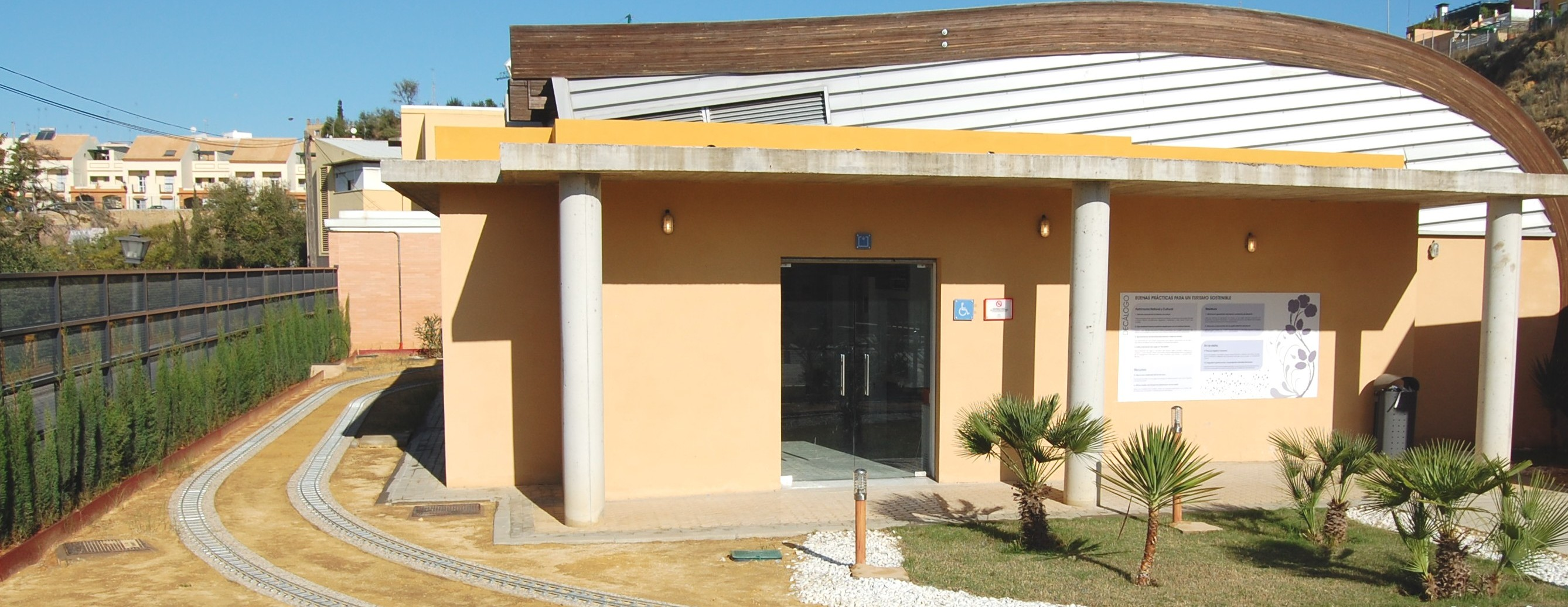
Museo para conocer el río (CETS)